# Livia Viitol

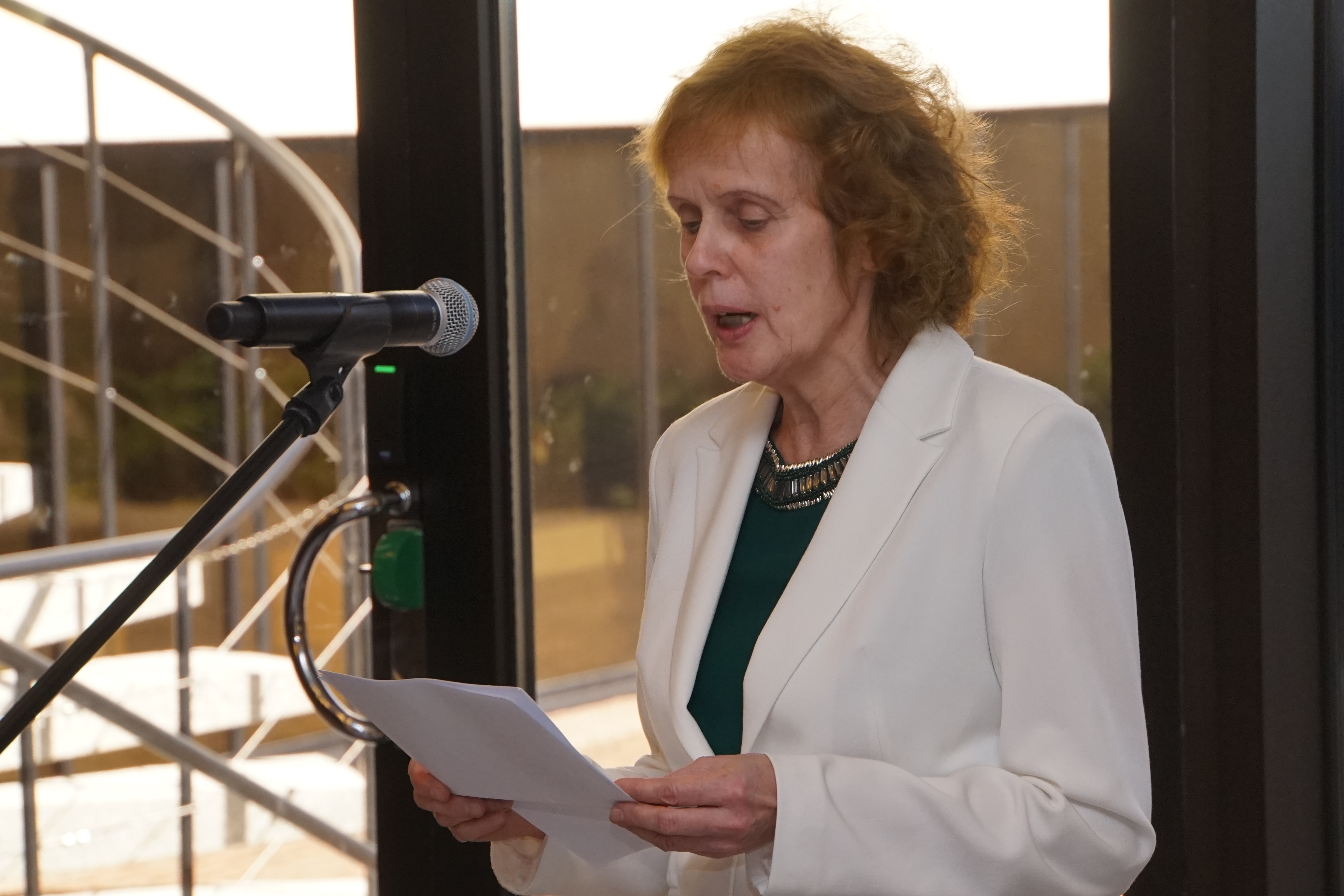
Livia Viitol (2017)

Livia Viitol (* 18. Dezember 1953 in Tallinn) ist eine estnische Lyrikerin, Übersetzerin und Kritikerin.

## Leben
Livia Viitol machte 1971 in Tallinn Abitur und studierte danach von 1971 bis 1976 an der Universität Tartu estnische Philologie. Nach ihrem Abschluss in Finnougristik arbeitete sie von 1976 bis 1992 bei verschiedenen wissenschaftlichen Zeitschriften als Redakteurin. Kurzzeitig war sie im Schuldienst aktiv (1981), seit 1993 war sie freiberuflich tätig. Sie arbeitete danach vorwiegend für verschiedene Zeitungen, von 2001 bis 2005 war sie am Anton-Hansen-Tammsaare- und Eduard-Vilde-Museum angestellt. Seit 2005 ist sie erneut freiberufliche Autorin.
Livia Viitol übersetzt aus dem Lettischen (Juris Kronbergs, Nora Ikstena) und ist seit 2007 Mitglied des Estnischen Schriftstellerverbandes.

## Literarisches Werk
Viitol publizierte seit Ende der 1980er-Jahre Gedichte und debütierte 1991 mit einem Lyrikband. Ihre Dichtung ist sehr persönlich und nach ihrer eigenen Aussage ein „Zeichen des Alleinseins der Seele“. In größeren Abständen folgten weitere Gedichtbände (2002, 2009) und 2014 ein Band mit Erzählungen und Novellen. In den nüchternen Alltagsbeschreibungen sah die Kritik Parallelen zu Maimu Berg und Eeva Park, aber auch zur Ironie eines Mihkel Mutt oder Toomas Vint.

## Auszeichnungen
- 2013 Eduard-Vilde-Preis
- 2020 Friedebert-Tuglas-Novellenpreis für Õpetajanna saabumine

## Bibliografie

### Lyrik und Prosa
- Pääl ja sees ('Drauf und drinnen'). Tallinn: s.n.1991. 71 S.
- Ilmakoer Muki ('Welthund Muki'). Tallinn: Koolibri 2000. 63 S.
- Läti pääsuke ('Die lettische Schwalbe'). Riga: Petergailis 2002. 69 S.
- Ajalootund ('Geschichtsstunde'). Tallinn: Eesti Raamat 2009. 62 S.
- Jutte ja novelle ('Erzählungen und Novellen'). Tallinn: Libri Livoniae 2014. 135 S.